# Wave Star
Wave Star er en bølgemaskine fra 2000 etableret af brødrene Niels Arpe Hansen og Keld Hansen som går ud på at omdanne bølgernes bevægelse til energi. Konceptet blev patenteret tilbage i begyndelsesåret. I 2001 blev maskinen dengang kaldet Tusindben bygget af brødrene i en 1:40 udgave og herefter testet på Aalborg Universitet. Maskinen var kun lokalt kendt i de danske bølgeenergikredse. I 2003 viste brødrene Mads-Clausen interesse for maskinen som de herefter købte rettighederne til. Årene herefter blev en ny 1:40 maskine testet på Aalborg Universitet hvor man forsøgte at efterligne Nordsøens bølger i et stort bassin. Der blev lavet mere end 1.300 test med forskellige flydere, bølgehøjder og bølgetyper. 
I år 2006 stod Wave Star klar med en 1:10 udgave af deres maskine som blev udsat i Nissum Bredning der er et testcenter for forskellige bølgemaskinekoncepter. Denne maskine blev i november 2011 nedtaget efter endt afprøvning med mere end 15.000 drifttimer. 
I år 2009 stod Wave Star klar med en skala 1:2 maskine der denne gang bestod af 2 flydere. Maskinen der er i halv skala vil med 20 flydere forventes at producere 600kW.

## Konceptet
Wave Star består af 20 flydere som er fordelt ligeligt på hver side af en hovedstruktur. Hver flyder bevæger sig op og ned med bølgerne. Hver gang bølgerne løfter en flyder op bliver der produceret energi via et hydraulik stempel der driver en hydraulikpumpe og en elektrisk generator. På den nedadgående bevægelse af bølgen bliver der også produceret energi via en tovejs hydraulik stempel. Ved at have de mange flydere efter hinanden kan man samle energi fra den samme bølge flere gange.

## Udviklingsforløbet
Tusindben blev den første maskine kaldt, på grund af de mange arme, et navn som de færreste i dag kender til. Maskinen kan stadig ses i dag og er til dagligt placeret hos Poul la Cour Museet ved Askov.
- 2001: Tusindben skala 1:40 afprøves i bassin på Aalborg Universitet.
- 2003-2005: Skala 1:40 maskine til afprøvning i bassin på Aalborg Universitet.
- 2006-2011: Skala 1:10 maskine placeret i Nissum Bredning, denne maskine havde flydere på 1 diameters størrelse og var funktionsdygtig i mere end 15,000 drifttimer. I denne tid blev den udsat for adskillige storme og frost der gav is-flager langs kysten.
- 2009-2013: Skala 1:2 maskine der består af 2 flydere hver på 55kW bliver opsat til at leverer strøm til elnettet ud for havnen i Hanstholm ved testcenter DanWEC. En maskine der med alle 20 flydere er beregnet til at kunne levere en effekt på 600kW. Blev flyttet ind i Hanstholm havn pga. den planlagte havneudvidelse[1].
- 2016?: Der planlægges en ny model med flydere i højstyrkebeton, der er 4 meter høje, og 6 meter i diameter. Denne model skal efter planen stå ud for Hvide Sande[2].

En kommende WaveStar maskine i fuld skala forventes at blive med en effekt på 6MW.
.